# Eagleville (Tennessee)
Eagleville is een plaats (city) in de Amerikaanse staat Tennessee, en valt bestuurlijk gezien onder Rutherford County.

## Demografie
Bij de volkstelling in 2000 werd het aantal inwoners vastgesteld op 464.
In 2006 is het aantal inwoners door het United States Census Bureau geschat op 471, een stijging van 7 (1,5%).

## Geografie
Volgens het United States Census Bureau beslaat de plaats een oppervlakte van
5,5 km², geheel bestaande uit land.

## Plaatsen in de nabije omgeving
De onderstaande figuur toont nabijgelegen plaatsen in een straal van 28 km rond Eagleville.